# Tom Robbins

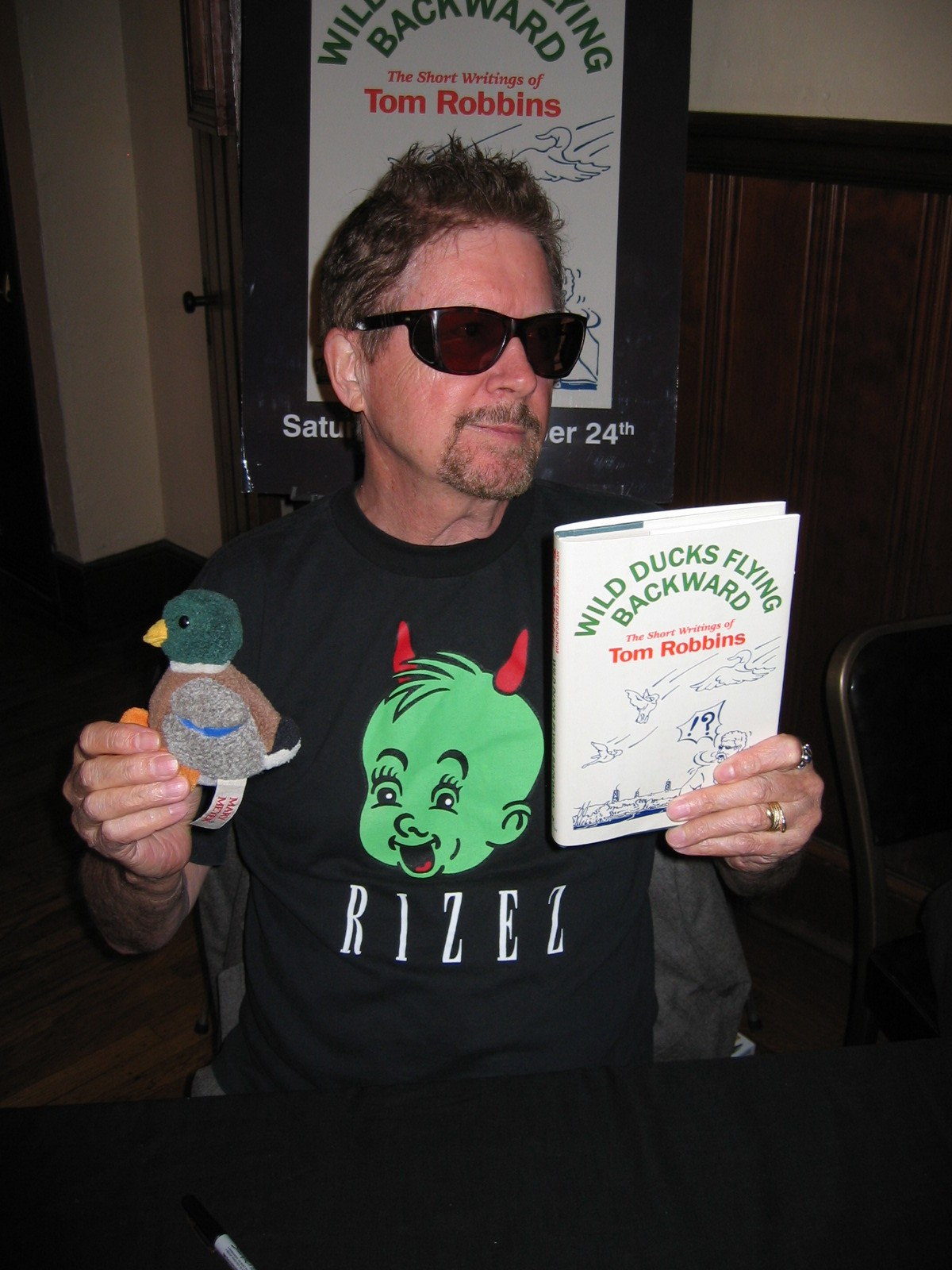
Tom Robbins bei einer Lesung in San Francisco im Jahr 2005

Thomas Eugene Robbins (* 22. Juli 1932 in Blowing Rock, North Carolina; † 9. Februar 2025 in La Conner, Washington) war ein US-amerikanischer Schriftsteller.

## Leben
Tom Robbins kam als ältestes Kind von Katherine Belle Robinson und George Thomas Robbins zur Welt; er hatte drei jüngere Schwestern. Seine beiden Großväter waren Baptistenprediger, seine Mutter war Krankenschwester und schrieb Geschichten für Kinder, die in religiösen Zeitschriften gedruckt wurden, sein Vater arbeitete für ein Energieversorgungsunternehmen.
Toms jüngere Schwester starb 1943, bald darauf brachte seine Mutter Zwillingsschwestern zur Welt. Die Familie zog zunächst nach Burnsville (North Carolina), dann nach Warsaw (Virginia), wo er die Warsaw High School besuchte. Nachdem es Probleme in der Schule gab, wurde Tom auf die Hargrave Military Academy in Chatham (Virginia) geschickt, eine strenge Privatschule. Auch hier gab er den Klassenclown, spielte aber auch in der Schulmannschaft Basketball. Nach Abschluss der High School begann Robbins 1950 Journalistik an der Washington and Lee University in Lexington (Virginia) zu studieren, verließ die Universität aber am Ende des zweiten Studienjahrs, nachdem er wegen schlechten Benehmens aus seiner Studentenverbindung ausgeschlossen worden war, und trampte einige Zeit durch die Vereinigten Staaten. Wegen des Koreakriegs rechnete er damit, zur Armee eingezogen zu werden, und verpflichtete sich 1953 freiwillig für vier Jahre bei der United States Air Force, wo er als Meteorologe eingesetzt wurde. Ein Jahr seiner Dienstzeit verbrachte er in Korea, die folgenden zwei Jahre beim Strategic Air Command in Nebraska.  1954 kam sein Sohn Rip aus einer früh geschlossenen Ehe zur Welt. 
Nach seiner Entlassung kehrte Robbins nach Richmond, Virginia zurück und studierte am Richmond Professional Institute (RPI), der späteren Virginia Commonwealth University, einer Kunst-, Theater- und Musikhochschule. Hier war er von 1958 bis 1959 Mitarbeiter und Redakteur von Proscript, der Studentenzeitung des RPI, in der er eine Kolumne mit dem Titel Walks on the Wild Side & The Robbins Nest veröffentlichte. Daneben arbeitete er als Sportredakteur für die Zeitung Richmond Times-Dispatch. Nachdem er das Studium mit Auszeichnung abgeschlossen hatte, arbeitete er hauptberuflich für diese Zeitung. Er wirkte mit bei Baboon Family Art Happenings mit B. H. Hendricks und Mary Lou Davis und heiratete seine zweite Frau Susan. Seine Stelle bei der Richmond Times-Dispatch verlor er, weil er in der Zeitung ein Foto von Sammy Davis, Jr. veröffentlicht hatte. 1962 zog Robbins nach Seattle und begann an der School of Far Eastern Studies der University of Washington ein Masterstudium. Im selben Jahr wurde die Ehe mit Susan wieder geschieden. Der nordwestlichste US-Bundesstaat Washington war seitdem sein Lebensmittelpunkt.
Auch in Seattle beteiligte Robbins sich an öffentlichen Happenings: Low-Calorie Sacrifice to the Goddess Minnie Mouse (in Kirkland), Stronger than Dirt (Pioneer Square in Seattle). Neben seinem Studium war er als Kunstkritiker für die Seattle Times tätig. Im Juli 1963 machte er seine erste Erfahrung mit LSD. 1964 zog er in das Greenwich Village in New York City, um an einem Buch über Jackson Pollock zu arbeiten. Dort nahm er u. a. mit Allen Ginsberg an einer Kampagne zur Legalisierung von Marihuana teil, besuchte Vorlesungen von Timothy Leary und wurde mit diesem auch persönlich bekannt. 1965 zog Robbins nach San Francisco und kurz darauf wieder zurück nach Seattle, wo er als Kolumnist und Kunstkritiker für den Seattle Post-Intelligencer und verschiedene Zeitschriften schrieb und eine Zeitlang als Discjockey tätig war. Im Juli 1967 besuchte er ein Konzert der Doors und fand nach eigener Aussage während der anschließenden Arbeit an der Konzertkritik zu seinem eigenen Schreibstil.
1966 schlug Luther Nichols, der für die Westküste zuständige Lektor im Verlag Doubleday, Robbins vor, ein Buch über die Kunst des Nordwestens der USA zu schreiben. Stattdessen versuchte Robbins ihn für den Plan zu seinem ersten Roman Another Roadside Attraction (dt. Ein Platz für Hot Dogs) zu interessieren. Die Arbeit an diesem Roman zog sich allerdings hin; Robbins, der dafür bekannt war, minutiös an seinen Formulierungen zu feilen, kam nur langsam voran. 1967 zog er nach South Bend (Washington); im Jahr darauf heiratete er Terrie Lunden. 1969 erhielt er einen Vorschuss von 2500 Dollar und machte eine Reise nach Japan. 1970 zog Robbins in das Fischerdorf La Conner, Washington, und kaufte sich dort ein viktorianisches Haus. 1971 kam sein Sohn Fleetwood Star zur Welt und Robbins beendete die Arbeit an seinem Buch, das noch im selben Jahr als Hardcover-Ausgabe erschien. Ebenfalls 1971 wurde die Ehe mit Terrie wieder geschieden. 1972 erschien Another Roadside Attraction als Paperback. 1976 wurde Robbins’ zweiter Roman Even Cowgirls Get the Blues veröffentlicht, 1980 sein dritter, Still Life with Woodpecker. Bei einer Signierstunde im Papa Bach’s Bookstore in Santa Monica befreundete er sich näher mit Timothy Leary. Anfang der 1980er Jahre heiratete Robbins Donna Davis, auch diese Ehe wurde jedoch bald wieder geschieden. 1984 erschien Jitterbug Perfume (dt. Pan Aroma); im Jahr darauf machte Robbins eine Reise nach Tansania.
1987 spielte er die Rolle des Spielzeugmachers in dem Film Made in Heaven. 1990 erschien Robbins fünfter Roman Skinny Legs and All. Anfang der Neunziger reiste der Autor nach Timbuktu. 1993 wurde Even Cowgirls Get the Blues von Gus Van Sant mit Uma Thurman und Keanu Reeves in den Hauptrollen verfilmt; Robbins übernahm im Film die Erzählerstimme. 1994 heiratete er Alexa D’Avalon, im selben Jahr erschien Half Asleep in Frog Pajamas und Robbins spielte in dem Film Mrs. Parker und ihr lasterhafter Kreis mit.
1995 stieg Half Asleep … in die Bestseller-Liste der New York Times auf. 1997 erwarb Robbins ein Haus über der Skagit Bay, das alte Haus in La Conner behielt er als „Schreibhaus“. Im Jahr 2000 erschien Fierce Invalids Home from Hot Climates und erreichte schnell die Bestsellerlisten.
Tom Robbins war eng befreundet mit dem im Jahr 2000 verstorbenen Terence McKenna, dessen Einfluss in mehreren von Robbins Werken deutlich zu spüren ist. Eine der Hauptfiguren (Larry Diamond) im Roman Halbschlaf im Frosch-Pyjama vertritt Thesen ähnlich denen von McKenna, einschließlich der Propagierung des Gebrauchs von Psilocybin zur Bewusstseinserweiterung. 2003 kam Robbins achter Roman Villa Incognito heraus.
Neben seinen acht Romanen publizierte Robbins auch Gedichte, Kurzgeschichten, Essays und Reiseberichte in Tageszeitungen und Zeitschriften wie Esquire, Playboy und der New York Times. Er schuf auch den Albumtitel zu Chris Gelbmanns erstem Singer-Songwriter-Album The Pink Beast of Love. 2005 erschien eine Sammlung seiner kürzeren Texte unter dem Titel Wild Ducks Flying Backwards, die deutsche Übersetzung erschien 2007 unter dem Titel Chop Suey.
2014 erschien seine Autobiographie mit dem Titel Tibetan Peach Pie. 2017 wurde die deutsche Ausgabe als Tibetischer Pfirsichstrudel veröffentlicht.
Tom Robbins starb im Februar 2025 mit 92 Jahren in La Conner, Washington.

## Auszeichnungen
1997 wurde Robbins beim Bumbershoot Seattle Arts Festival mit dem Golden Umbrella Award ausgezeichnet. 2000 zählte die Zeitschrift Writer’s Digest ihn zu den 100 besten Autoren des 20. Jahrhunderts. Im Oktober 2012 erhielt er den Literary Lifetime Achievement Award der Library of Virginia und im August 2015 den Willamette Writers' Lifetime Achievement Award.

## Werke
- Another Roadside Attraction (1971), Roman
  - dt.: Ein Platz für Hot Dogs – Another Roadside Attraction. 1982, ISBN 3-499-15429-3, (Übersetzt von pociao und Roberto de Hollanda).
- Even Cowgirls Get the Blues (1976), Roman
  - dt.: Sissy, Schicksalsjahre einer Tramperin. 1981, ISBN 3-499-15324-6, (Übersetzt von Thomas Lindquist).
- Still-Life With Woodpecker (1980), Roman
  - dt.: Buntspecht. 1983, ISBN 3-499-15148-0, (Übersetzt von Thomas Lindquist).
- Jitterbug Perfume (1984), Roman
  - dt.: Pan Aroma – Jitterbug Perfume. 1985 ISBN 3-499-15671-7, (Übersetzt von Nikolaus Hansen).
- Skinny Legs and All (1990), Roman
  - dt.: Salomes siebter Schleier. 1992, ISBN 3-499-13497-7, (Übersetzt von pociao).
- Half Asleep in Frog Pajamas (1994), Roman
  - dt.: Halbschlaf im Frosch-Pyjama. 1997, ISBN 3-499-22442-9, (Übersetzt von pociao und Walter Hartmann).
- Fierce Invalids Home from Hot Climates (2000), Roman
  - dt.: Völker dieser Welt, relaxt! 2002, ISBN 3-499-23546-3, (Übersetzt von pociao und Roberto de Hollanda).
- Villa Incognito (2003), Roman
  - dt.: Villa Incognito. 2005, ISBN 3-498-05770-7, (Übersetzt von pociao und Roberto de Hollanda).
- Wild Ducks Flying Backwards (2005)
  - dt.: CHOP SUEY. Ein Lesebuch. 2007 ISBN 3-499-24295-8, (Übersetzt von pociao).
- B is for Beer (2009)
  - dt.: B wie Bier: Ein Buch für große Kinder. 20102, (Übersetzt von pociao).
- Tibetan Peach Pie (2014).
  - dt.: Tibetischer Pfirsichstrudel. (Übersetzt von pociao). Rowohlt, Reinbek bei Hamburg 2017, ISBN 978-3-499-26955-4.